# Zénith FM
Pour les articles homonymes, voir Zénith.
 (mars 2018).
Si vous disposez d'ouvrages ou d'articles de référence ou si vous connaissez des sites web de qualité traitant du thème abordé ici, merci de compléter l'article en donnant les références utiles à sa vérifiabilité et en les liant à la section « Notes et références ».
Zénith FM était une radio associative qui diffusait ses programmes en modulation de fréquence à partir de La Couyère, dans la partie sud de l'Ille-et-Vilaine, depuis 1985. À partir du 14 mai 2007, et jusqu'en 2017, à Vitré cette fois, une deuxième radio Zénith FM indépendante fonctionnait.
Le propriétaire de ces deux radios était l’association ADLC Zénith FM, qui développait, depuis 1990, ses activités de radio locale et d’animation dans les pays de Vitré, des Vallons de Vilaine, de Châteaubriant et dans le district de Rennes.

## Historique
En 1985, a été créée à La Couyère une radio associative au nom de R.B.M (Radio Blé Mûr) qui émettait sur le 97.2 MHz et qui était gérée par l'association Radio locale de la Couyère. En 1987, un changement de statut juridique fut opéré après discussion et vote des membres du bureau, l'association se transforma en société sous le nom de SOPADI ; la radio changea de fréquence (100.6 MHz) et fut rebaptisée Radio Bretagne Musique ce qui lui permit de garder l'acronyme R.B.M (même si elle n'émettait que sur la partie sud de l'Ille et Vilaine et une partie de la Loire Atlantique et de la Mayenne).
En 1989, à la suite de difficultés financières, la société SOPADI fut mise en liquidation judiciaire et déposa le bilan, ce qui eut pour conséquence l'arrêt de la radio R.B.M. La fréquence FM sur laquelle elle émettait fut rachetée par Skyrock (comme cela se faisait à l'époque). En 1989, à la suite de la création du C.S.A., l'État a décidé de reprendre en main toutes les fréquences FM et de les redistribuer uniquement sur autorisation. Le 1er mars 1990, l'association A.D.L.C (Association pour le Développement des Loisirs et de la Communication) est créée en vue de demander une autorisation d'émettre sur la FM, qui ne sera accordée que le 13 mai 1992 (journal officiel) par le C.S.A sur la fréquence 87.7 MHz. Entre 1990 et 1992, la radio Zénith FM émettait provisoirement sur la fréquence 100.6 MHz en attendant l'autorisation officielle.
Le 4 avril 2017, Zénith FM cesse d'émettre sur ses 2 fréquences (87.7 MHz La Couyère et 91.9 MHz Vitré) après des difficultés financières. En effet, la radio associative qui émettait près de Rennes, vieille de 32 ans, cesse d'émettre du fait d'une liquidation judiciaire.

## Diffusion
Les deux stations de radio de l'ADLC Zénith FM diffusaient leurs programme sur la bande FM, aux fréquences suivantes :
- Zénith FM La Couyère : 87,7 MHz
- Zénith FM Vitré : 91,9 MHz